# Edith Abbott
Edith Abbott (ur. 26 września 1876 w Grand Island, zm. 28 lipca 1957 tamże) – amerykańska ekonomistka, nauczycielka akademicka i działaczka społeczna. Współpracowała z siostrą Grace Abbott (1878–1939), Jane Addams (1860–1935) i Sophonisbą Breckinridge (1866–1942). Propagatorka pomocy społecznej jako dyscypliny naukowej i promotorka zawodu pracownika socjalnego.

## Życiorys
Edith Abbott urodziła się 26 września 1876 r. w Grand Island w stanie Nebraska. Córka Othmana A. Abbotta (1842–1935), prawnika, pierwszego porucznika gubernatora stanu Nebraska i Elizabeth Maletta Griffin, adwokata prawa wyborczego oraz starsza siostra Grace Abbott (1878–1939). Abbott dorastała w wygodnym i politycznie postępowym gospodarstwie domowym na amerykańskiej prerii. Jednak poważna depresja ekonomiczna, która rozpoczęła się w 1893 r., spowodowała, że Abbott odłożyła swoje plany na studia po ukończeniu szkoły z internatem dla dziewcząt w Omaha. Zamiast tego, w wieku 17 lat (1893) została nauczycielką w Grand Island High School. W 1901 r. ukończyła studia na University of Nebraska–Lincoln. Za wstawiennictwem Thorsteina Veblena (1857–1929) uzyskała stypendium na studia doktoranckie z ekonomii na University of Chicago, gdzie w 1905 roku otrzymała tytuł doktora. W latach 1906–1907 dzięki stypendium fundacji Carnegie'go studiowała na London School of Economics, gdzie spotkała Sidneya Webba (1859–1947) i Beatrice Webb (1858–1943) – założycieli Towarzystwa Fabiańskiego i pionierów badań społecznych.
Po powrocie z Londynu zamieszkała w Hull House, gdzie wraz z siostrą Grace Abbott rozpoczęła współpracę z reformatorką Jane Addams (1860–1935) na rzecz praw wyborczych dla kobiet oraz poprawy warunków bytowych osób ubogich. Abbott objęła wówczas również stanowisko młodszej kierowniczki w wydziale ds. badań społecznych School of Civics and Philanthropy prowadzonego przez Sophonisbę Breckinridge (1866–1942). Abbott i Breckinridge stosowały metody badań naukowych socjologii do analizy zagadnień społecznych. Abbott i Breckinridge opracowały analizy warunków mieszkaniowych, przeprowadziły badania nad dyskryminacją imigrantów i Afroamerykanów a także nad przestępczością młodzieży. Abbott współpracowała z wieloma aktywistkami, m.in. z Florence Kelley (1859–1932), Julią Lathrop (1858–1932) i Lillian Wald (1867–1940). Dzięki staraniom Abbott i Breckinridge w 1920 r. School of Civics and Philanthropy została włączona w struktury University of Chicago i przekształcona w School of Social Service Administration. W 1924 r. Abbott została dziekanem tej szkoły i funkcję tę pełniła do roku 1942. Razem z Breckinridge opracowała program nauczania obejmujący szeroki wachlarz przedmiotów obejmujący m.in. nauki polityczne, ekonomię, prawo, medycynę czy administrację. Studenci odbywali również praktyki. Abbott i Breckinridge zaczęły również wydawać czasopismo naukowe Social Service Review.
Abbott pracowała na rzecz upowszechnienia wyższego wykształcenia w zakresie pomocy społecznej wśród pracowników administracji państwowej. Była pionierką rozwijania pomocy społecznej jako dyscypliny naukowej. Pomagała tworzyć prawo o ubezpieczeniu społecznym Social Security Act z 1935 r. i doradzała Harry'emu Hopkinsowi (1890–1946) – doradcy prezydenta USA Franklina D. Roosevelta.
Edith Abbott zmarła 28 lipca 1957 roku.

## Publikacje
Abbott napisała ponad 100 książek i artykułów, m.in.:
- 1910 – Women in industry; a study in American economic history[7][6]
- 1911 – The Real Jail Problem[6]
- 1912 – Deliquent Child and the Home (razem z Breckinridge)[6]
- 1917 – Truancy and Non-Attendance in the Chicago Schools (razem z Breckinridge)[6]
- 1941 – Public Assistance[6]